# 6e cérémonie des Australian Film Critics Association Awards
La 6e cérémonie des Australian Film Critics Association Awards, décernés par la Australian Film Critics Association, a eu lieu en janvier 2012 et a récompensé les meilleurs films réalisés l'année précédente,.

## Palmarès

### AFCA Film Awards

#### Meilleur film
- Les Crimes de Snowtown (Snowtown)
  - The Eye of the Storm
  - Mrs Carey's Concert
  - Oranges and Sunshine
  - Sleeping Beauty

#### Meilleur réalisateur
- Justin Kurzel pour Les Crimes de Snowtown (Snowtown)
  - Brendan Fletcher pour Mad Bastards
  - Julia Leigh pour Sleeping Beauty
  - Daniel Nettheim pour The Hunter
  - Fred Schepisi pour The Eye of the Storm

#### Meilleur acteur
- Daniel Henshall pour le rôle de John Bunting dans Les Crimes de Snowtown (Snowtown)
  - Willem Dafoe pour le rôle de Matt King dans The Hunter
  - Matthew Newton pour le rôle de Jack Manning dans Face to Face
  - Geoffrey Rush pour le rôle de Basil Hunter dans The Eye of the Storm
  - Hugo Weaving pour le rôle de Jack dans Oranges and Sunshine
  - David Wenham pour le rôle de Len dans Oranges and Sunshine

#### Meilleure actrice
- Emily Watson pour le rôle de Margaret Humphreys dans Oranges and Sunshine
  - Emily Browning pour le rôle de Lucy dans Sleeping Beauty
  - Judy Davis pour le rôle de Dorothy de Lascabanes dans The Eye of the Storm
  - Louise Harris pour le rôle d'Elizabeth Harvey dans Les Crimes de Snowtown (Snowtown)
  - Charlotte Rampling pour le rôle d'Elizabeth Hunter dans The Eye of the Storm

#### Meilleur scénario
- Les Crimes de Snowtown (Snowtown) – Shaun Grant
  - The Eye of the Storm – Judy Morris
  - Face to Face – Michael Rymer
  - The Hunter – Alice Addison
  - Sleeping Beauty – Julia Leigh

#### Meilleur film étranger en anglais
- The Tree of Life
  - Drive
  - L'Irlandais (The Guard)
  - Oranges and Sunshine
  - Sleeping Beauty

#### Meilleur film en langue étrangère
- Incendies –  Canada
  - Copie conforme –  France
  - La piel que habito –  Espagne
  - Pina –  Allemagne
  - Revenge (Hævnen) –  Danemark

#### Meilleur film documentaire
- Senna
  - Bill Cunningham New York
  - Mrs Carey's Concert
  - Pina
  - Le Projet Nim (Project Nim)

### AFCA Writings Awards
- Ivan Hutchinson Award du meilleur article sur le cinéma australien : « Who’s Afraid of the Working Class? We Are » – Rebecca Harkins Cross
- Meilleur article sur le cinéma non-australien : « Islands and Ghosts » pour The Ghost Writer –  Jake Wilson
- Meilleure critique de film australien : Griff the Invisible – Alice Tynan
- Meilleure critique de film non-australien : Oncle Boonmee, celui qui se souvient de ses vies antérieures (ลุงบุญมีระลึกชาติ) – Josh Nelson